# Khark (rifornitore)
La Khark o Kharg fu una nave ausiliaria della Marina militare della Repubblica islamica dell'Iran, entrata in servizio nel 1984 come versione modificata dei rifornitori di squadra della classe OI britannica. Come dislocamento, fu la nave di maggiori dimensioni mai entrata nell'organico della Marina iraniana, fino all'immissione in servizio nel 2021 della grossa nave appoggio Makran.
La nave fu originariamente ordinata nel 1974 ai cantieri della ditta britannica Swan Hunter per conto dell'allora Marina militare dello Stato Imperiale dell'Iran; lo scoppio della Rivoluzione iraniana e la caduta del regime imperiale nel 1979 portarono le autorità britanniche a bloccare la cessione della nave, nel frattempo completata. La situazione fu sbloccata solo nel 1984, quando la Khark fu infine consegnata alle autorità della Repubblica islamica dell'Iran. Marginalmente impegnata durante gli eventi finali della guerra Iran-Iraq, la Khark svolse invece un intenso servizio operativo tra gli anni 2000 e gli anni 2010, accompagnando i dispiegamenti all'estero delle unità navali iraniane, venendo impegnata in pattugliamenti di contrasto alla pirateria somala nel golfo di Aden e prendendo parte a missioni diplomatiche in giro per il mondo.
La mattina del 2 giugno 2021, mentre era in navigazione al largo di Bandar-e Jask nel golfo di Oman, la Khark cadde vittima di un vasto incendio sviluppatosi nei locali macchine, il quale provocò infine il naufragio dell'unità pur senza morti tra il suo equipaggio.

## Il progetto

### Caratteristiche
Benché il progetto della Khark fosse basato su quello dei rifornitori classe OI, secondo l'almanacco navale Combat Fleets of the World la nave presentava notevoli modifiche rispetto alle unità sorelle in servizio con la Royal Fleet Auxiliary britannica; l'almanacco Jane's Fighting Ships descrisse il progetto come «incorporante alcune delle caratteristiche» della classe, e predisposto per trasportare scorte di rifornimenti solidi e munizioni oltre al carburante.
La Khark presentava un dislocamento in carico normale di 11 242 tonnellate, che saliva a 33 544 tonnellate con la nave a pieno carico; la stazza lorda della nave si aggirava sulle 18 880 tonnellate, mentre il tonnellaggio di portata lorda si aggirava sulle 9 517 tonnellate. Stando al Jane's, lo scafo dell'unità presentava una lunghezza fuori tutto di 207,2 metri, una larghezza massima di 26,5 metri e un pescaggio di 9,2 metri; il Combat Fleets of the World registrava invece dimensioni leggermente differenti, indicate rispettivamente il 207,15 metri per la lunghezza, 25,5 metri per la larghezza e 9,14 metri per il pescaggio. L'equipaggio ammontava a 248 tra ufficiali e marinai.
Il sistema propulsivo originario si basava su due caldaie a due cilindri della Babcock & Wilcox per alimentare due turbine a vapore della British Westinghouse (sussidiaria britannica della statunitense Westinghouse Electric), azionanti un singolo albero motore. Il sistema era concepito per generare una potenza di 26 870 shp (20 040 kW) nonché 7 000 kW di energia elettrica; la velocità massima dell'unità si aggirava sui 21,5 nodi.
Gli apparati sensori originari comprendevano un radar di navigazione Decca 1229 della britannica Decca Radar, operante in banda I, e un sistema TACAN URN 20 di origine statunitense; la nave disponeva anche di un sistema di comunicazione satellitare della britannica Inmarsat.
L'armamento dell'unità, votato principalmente all'autodifesa, consisteva in un cannone Otobreda 76/62 dell'italiana OTO Melara, collocato su una tuga a prua; il progetto originario prevedeva anche due cannoni antiaerei Bofors 40 mm collocati uno sul castello di prua e uno a poppa, ma questi non furono mai installati e la nave fu dotata invece di due impianti binati di mitragliere da 23 mm ZU-23 di origine sovietica, oltre a due mitragliatrici da 12,7 mm. Le sistemazioni aeronautiche prevedevano la presenza a poppa di una piattaforma di atterraggio per elicotteri e di due hangar per il loro ricovero, con una capacità massima di tre macchine.

### Capacità operative
Il centro studi International Institute of Strategic Studies (IISS) classificò la Khark come un rifornitore di squadra dotato della capacità di rifornire le unità della flotta in mare aperto; soltanto altre tre unità della Marina iraniana sono capaci di simili operazioni di rifornimento in mare aperto: le due vecchie rifornitrici della classe Bandar Abbas risalenti ai primi anni 1970 e la grossa nave appoggio Makran, una petroliera riconvertita all'uso militare nel 2021.
Un rapporto pubblicato da Stratfor nel 2014 menzionò il fatto che la Khark fosse un assetto essenziale per sostenere le capacità della Marina iraniana in mare aperto, aggiungendo che «senza questa nave, il piccolo numero di fregate iraniane non sarebbe in grado di imbarcarsi in dispiegamenti estesi senza costanti e frequenti visite a porti lungo il percorso». Eric H. Arnett, studioso presso l'Istituto Internazionale di Ricerche sulla Pace di Stoccolma, commentò che la Khark poteva fornire una flessibilità operativa extra per la flotta iraniana, e con la sua possibilità di imbarcare elicotteri pesanti come i Sikorsky SH-3 Sea King poteva aumentare le capacità di lotta anti-sottomarini di un eventuale gruppo navale a cui fosse stata aggregata.
Christopher Harmer, ricercatore presso il centro studi statunitense Institute for the Study of War (ISW), trovò molto interessante la capacità della nave di trasportare carichi pesanti, sostenendo che nel quadro delle sanzioni economiche inflitte all'Iran la Khark era potenzialmente ideale per il trasferimento sicuro di beni preziosi o politicamente sensibili, come equipaggiamento militare importato, oro o valuta: questo perché la sua natura di unità navale militare avrebbe dissuaso le altre potenze dal tentare di ostacolare o impedire i suoi movimenti. Dopo una visita della Khark in Siria nel 2011, l'ufficiale della United States Navy Joshua C. Himes ritenne che l'attività della nave «solleverà sospetti semplicemente a causa della sua capacità logistica e nel potenziale per trasportare armi ed equipaggiamento agli alleati iraniani nella regione».

## Storia

### Costruzione ed entrata in servizio

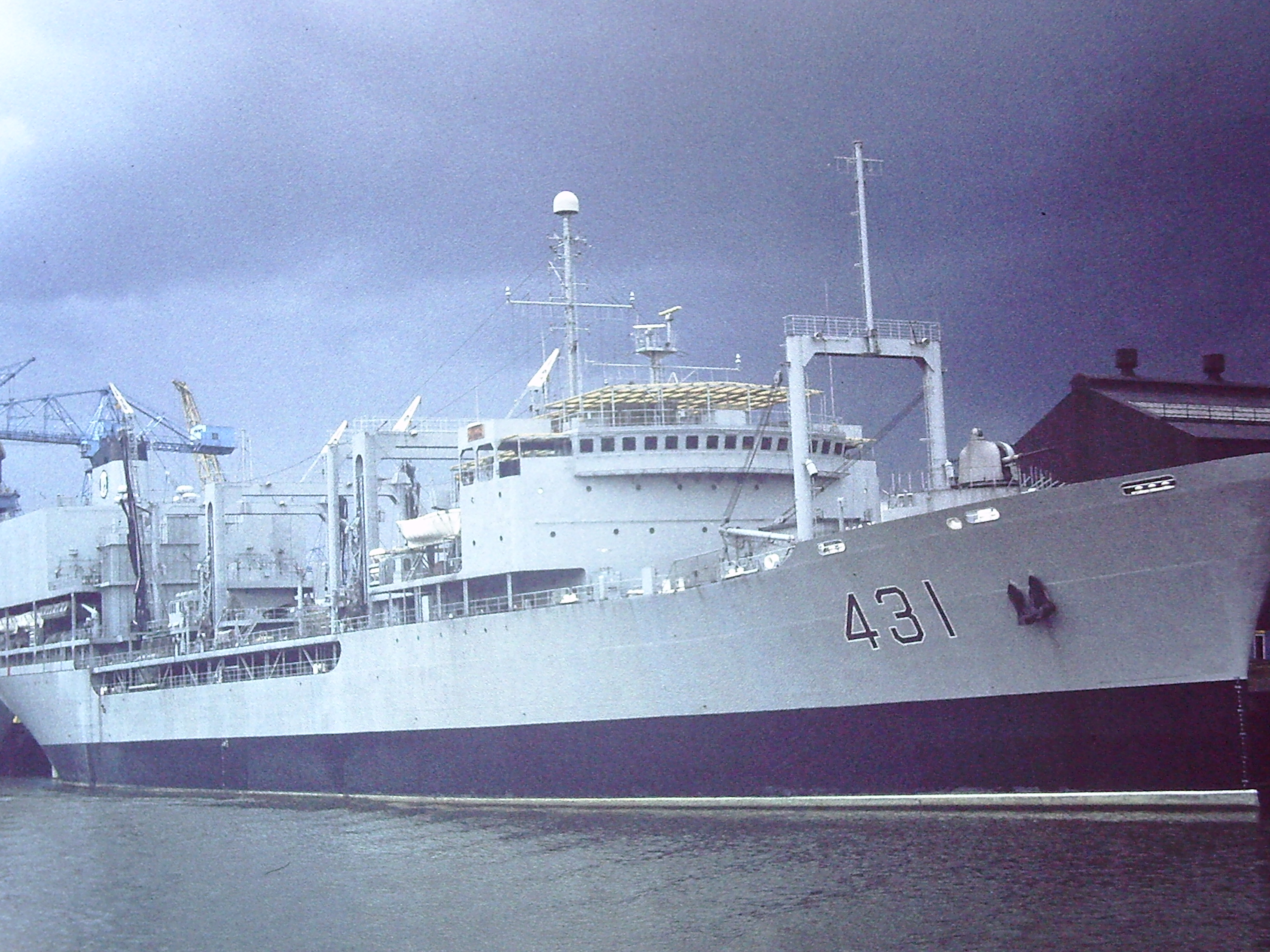
La nave nel 1982 ancora ormeggiata nel Regno Unito

L'allora Stato Imperiale dell'Iran ordinò la costruzione dell'unità nell'ottobre 1974 ai cantieri navali della ditta britannica Swan Hunter, stilando un contratto del valore di 40 milioni di sterline (o 54 milioni di dollari). Lo scafo della nave venne impostato nei cantieri di Wallsend nel Regno Unito il 27 gennaio 1976, per essere quindi varato il 3 febbraio 1977 alla presenza del principe Gholam Reza Pahlavi, fratellastro dello scià Mohammad Reza Pahlavi; la nave ricevette inizialmente il nome di Manijeh Pahlavi, per onorare l'omonimo membro della famiglia reale. L'unità iniziò a svolgere alcune prove in mare nel novembre 1978, ma vari ritardi portarono a un rinvio della sua consegna alla Marina imperiale iraniana; pochi mesi dopo, nel febbraio 1979, il governo dello scià venne rovesciato al termine degli eventi della Rivoluzione iraniana.
Il destino della nave rimase incerto per diversi mesi. Nell'agosto 1979 il governo provvisorio dell'Iran espresse l'intenzione di cancellare il contratto per l'acquisto della nave, spingendo la Swan Hunter a cercare altri compratori; tra il settembre 1979 e il febbraio 1980 l'unità svolse ulteriori prove in mare in segreto. Il nuovo esecutivo della Repubblica islamica dell'Iran accettò infine la consegna dell'unità il 25 aprile 1980, ma a quel punto il governo britannico si rifiutò di concedere l'adeguata licenza per l'esportazione della nave e circa 200 marinai iraniani arrivati per prenderla in consegna rimasero bloccati nel Regno Unito; il quotidiano The Guardian tracciò un parallelo tra le complicazioni per la cessione dell'unità all'Iran e il sequestro nell'agosto 1914 della nave da battaglia Reşadiye, in costruzione nel Regno Unito per conto dell'Impero ottomano ma la cui consegna venne bloccata visto l'avvicinamento diplomatico in corso tra turchi e tedeschi..
Il governo iraniano diede quindi il via a lunghi negoziati per ottenere il rilascio della licenza all'esportazione della nave. Il governo britannico mise in chiaro che il rilascio della licenza era legato a una positiva conclusione della concomitante crisi degli ostaggi seguita all'occupazione da parte degli iraniani dell'ambasciata statunitense a Teheran il 4 novembre 1979; tuttavia, anche quando la crisi venne risolta nel gennaio 1981 con il rilascio degli ostaggi statunitensi, il governo di Londra continuò a opporsi alla cessione della nave, citando come pretesto la messa in detenzione in Iran di un cittadino britannico, l'uomo d'affari Andrew Pyke. Pyke fu infine rilasciato dagli iraniani nel febbraio 1982, e solo allora la situazione si sbloccò: nel luglio 1982 una commissione di ufficiali iraniani eseguì un'ispezione della nave, e il 10 luglio 1984 l'unità si trasferì ai cantieri della Tyne Shiprepairers per sottoporsi a lavori di manutenzione. Dopo nuove prove in mare eseguite il 4 settembre 1984 la nave, nel frattempo ribattezzata Khark come l'omonima isola iraniana, salpò quindi dal Regno Unito il 5 ottobre seguente; il governo di Londra diede il suo beneplacito all'esportazione, purché senza l'imbarco di alcun armamento, sulla base del fatto che l'unità non era impiegabile in alcuna azione bellica nel contesto della concomitante guerra Iran-Iraq.

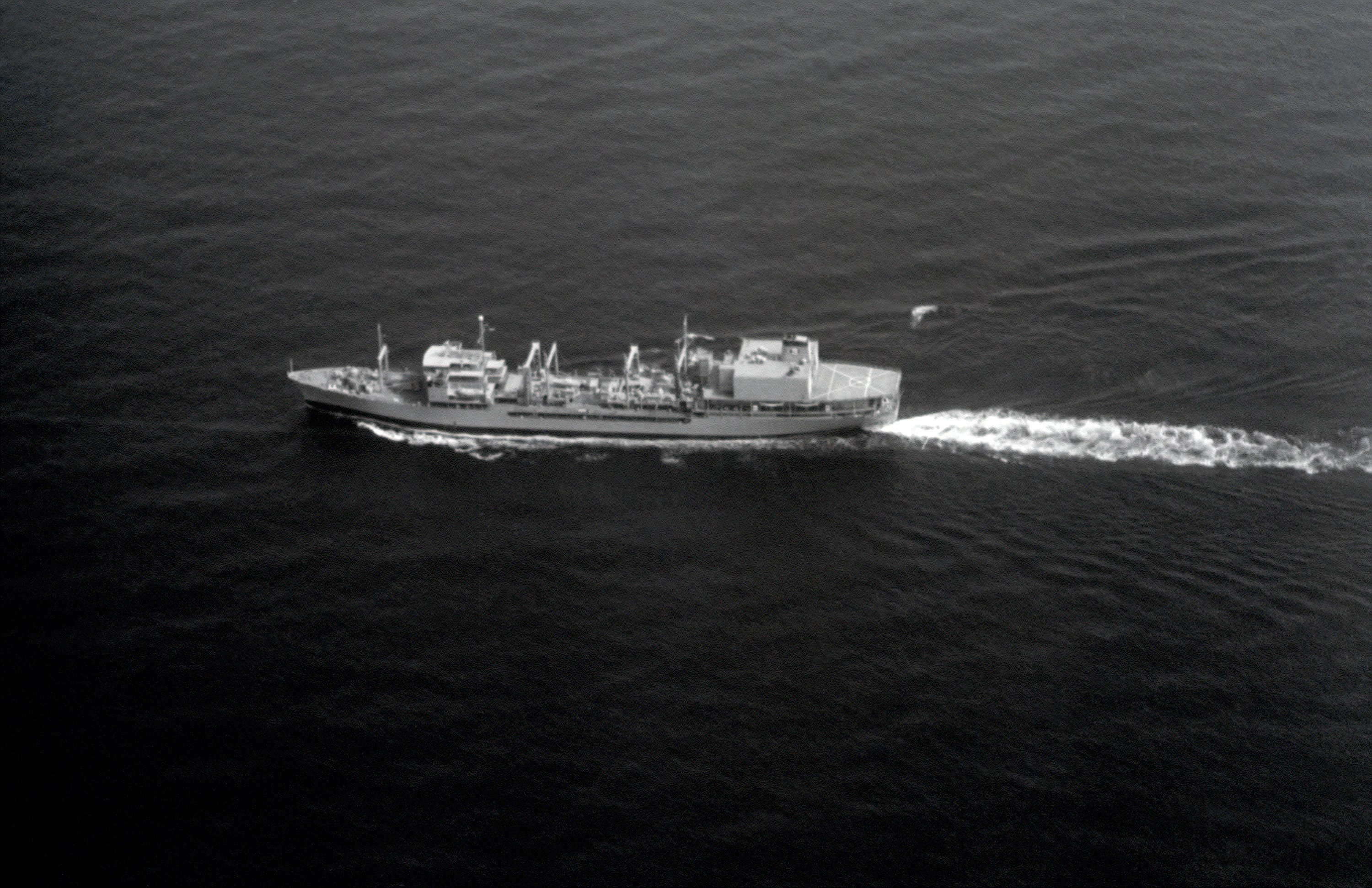
La Khark in navigazione fotografata da un velivolo statunitense nel 1988

### Servizio 1984-1999
Visto il ritardo nella sua consegna, la Khark giocò un ruolo minimo nel corso della guerra tra Iran e Iraq, svolgendo alcune missioni di rifornimento delle unità navali iraniane nel teatro del Golfo Persico. Nell'agosto 1987 la Khark guidò un gruppo navale composto da sei vascelli iraniani e due elicotteri Sikorsky CH-53 Sea Stallion, inviato nel Golfo di Oman per eseguire operazioni di dragaggio delle mine depositate dagli iracheni nella zona tra Fujairah e Khor Fakkan. Nell'aprile 1988, durante i combattimenti tra unità navali statunitensi e iraniane nel Golfo Persico, la nave rimase alla fonda nella base navale di Bandar Abbas.
Dopo la guerra, la Khark fu sottoposta a un ciclo di lavori di manutenzione nel 1994. Il 7 marzo 1998 la nave compì una visita di cortesia nel porto di Gedda, divenendo la prima nave della Marina militare iraniana a visitare l'Arabia Saudita dalla Rivoluzione del 1979.

### Servizio 2000-2021

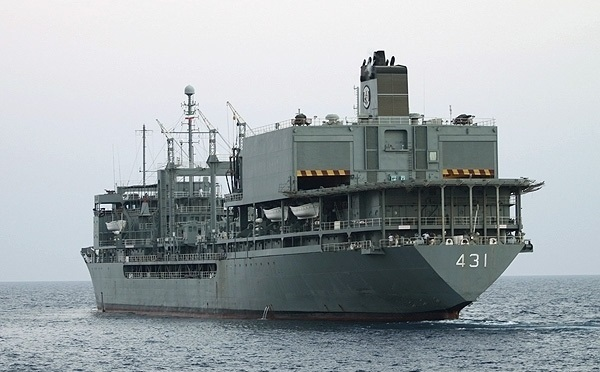
La nave vista di poppa

Il 31 agosto 2009 la Khark lasciò l'Iran in squadra con la fregata Sabalan per eseguire una missione di pattugliamento anti-pirati nel Mar Arabico e nel Golfo di Aden; la missione proseguì per 73 giorni fino al 17 novembre 2009. Una simile missione di pattugliamento anti-pirateria fu portata a termine dalle stesse due unità tra il 17 marzo e il 17 giugno 2010, mentre tra il 28 agosto e il 15 novembre seguenti a operare nel Golfo di Aden con la Khark fu la fregata Alvand. Il 22 febbraio 2011 la Khark e la fregata Alvand transitarono per il canale di Suez raggiungendo in seguito il porto siriano di Laodicea; una volta a destinazione, la Khark fu teatro della firma di un accordo di cooperazione militare tra le autorità iraniane e siriane. La Khark e la Alvand svolsero manovre di esercitazioni nel Mediterraneo orientale fino al 21 marzo 2011, quando rientrarono in Iran via canale di Suez; durante il transito nel Mar Rosso, le due unità sventarono un attacco di pirati somali a un mercantile battente bandiera di Hong Kong.
La Khark attraversò nuovamente il canale di Suez il 18 febbraio 2012, dopo una breve sosta a Gedda; in coppia questa volta con la corvetta Naghdi, la nave svolse una missione di contrasto alla pirateria, addestramento e raccolta di informazioni d'intelligence proseguita per 64 giorni dal 22 gennaio al 26 marzo 2012, comprensiva di una sosta per permettere all'equipaggio di prendere parte all'Ḥajj. La Khark e la Naghdi tornarono a operare in Mar Rosso tra il 1º settembre e il 14 novembre 2012, visitando lo scalo di Port Sudan e contribuendo al rilascio di due mercantili sequestrati dai pirati somali nell'aprile precedente, la portarinfuse Eglantine battente bandiera boliviana (che fu assaltata dalle forze speciali iraniane) e il cargo Xiang Hua Men battente bandiera panamense; come venne poi riferito, la missione delle due unità fu attentamente monitorata dai servizi d'intelligence occidentali e israeliani.
Il 22 gennaio 2013 la Khark e la fregata Sabalan lasciarono l'Iran per compiere un viaggio di 13 500 miglia alla volta di Jinjiang in Cina, sostando lungo il tragitto anche nel porto di Colombo nello Sri Lanka; la missione, conclusa dopo 72 giorni con il rientro delle unità in Iran il 4 aprile 2013, fu la prima sortita intrapresa dalla Marina iraniana nelle acque del Sud-est asiatico nonché la missione a più lunga distanza mai intrapresa fino ad allora dalle forze navali iraniane nella loro storia. Dal 19 agosto 2013, invece, la Khark fu schierata in appoggio alla fregata Sabalan per intraprendere un pattugliamento anti-pirati e di raccolta d'informazioni nella zona del Bab el-Mandeb, anche se la Khark dovette interrompere anzitempo il dispiegamento e rientrare in patria venendo sostituita dalla nave da sbarco Larak.

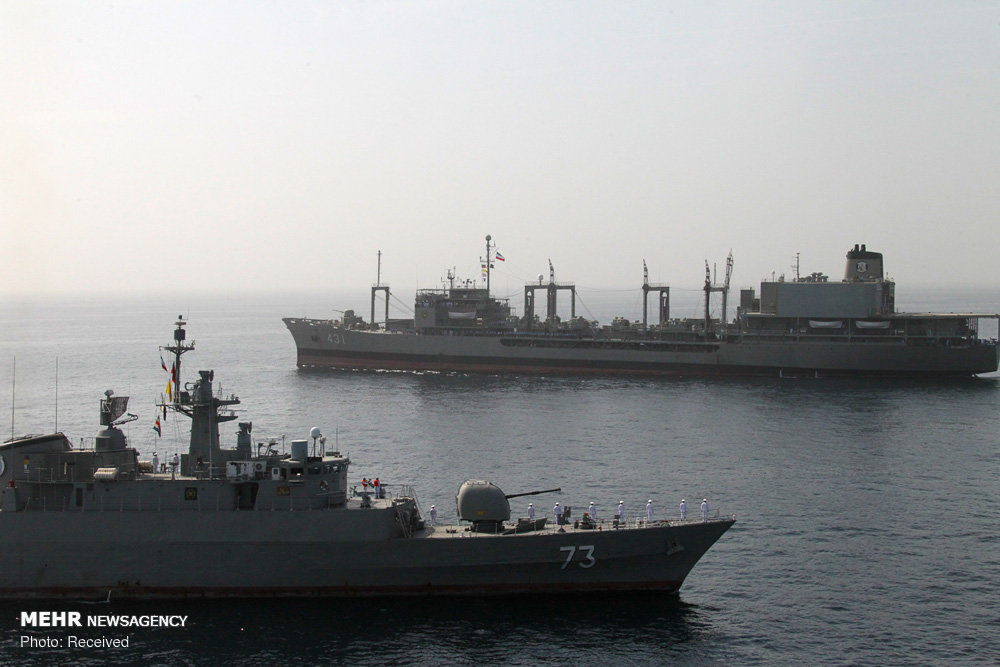
La Khark durante delle manovre di flotta nel 2019; in primo piano, una fregata iraniana classe Alvand

Il 21 gennaio 2014, sempre in coppia con la fregata Sabalan, la Khark lasciò l'Iran per intraprendere una crociera alla volta delle acque dell'oceano Atlantico, al fine di svolgere manovre di addestramento ai limiti dei confini marittimi degli Stati Uniti; a metà aprile, tuttavia, la missione fu annullata e le due navi rientrarono in patria senza aver raggiunto l'Atlantico.
Come riportato dal sito investigativo Bellingcat sulla base di immagini satellitari, nell'agosto 2015 la Khark venne spostata in un bacino galleggiante per eseguire lavori alla carena, dopo essere stata ormeggiata ai cantieri della Iran Shipbuilding & Offshore Industries Complex di Bandar Abbas sin dal novembre 2014; la nave lasciò quindi il bacino solo nel gennaio 2016. Durante il tempo trascorso in bacino, la nave fu sottoposta a estesi lavori di manutenzione comprensivi di una revisione generale delle sue caldaie, della sostituzione delle turbine e dell'aggiornamento dei sistemi di navigazione; stando ai resoconti delle autorità iraniane, i nuovi sistemi installati sulla nave erano di produzione domestica.
Il primo dispiegamento post-revisione della Khark si ebbe nel giugno 2018, quando la nave supportò le operazioni della fregata Sabalan e della corvetta Naghdi nella zona del Bab-el-Mandeb, ciclo operativo concluso con il rientro in Iran nell'agosto seguente. L'8 dicembre 2018 invece la Khark salpò in coppia con la fregata Alvand per svolgere missioni di scorta anti-pirateria e raccolta di informazioni nel golfo di Aden, rientrando in patria il 20 gennaio 2019 dopo aver percorso quasi 6 000 miglia di navigazione. Tra il 26 agosto e il 20 ottobre 2019 la Khark supportò la prima sortita operativa della fregata Sahand appena immessa in servizio: le due unità svolsero missioni di scorta ia mercantili e pattugliamento marittimo nel golfo di Aden. Il 30 gennaio 2020, invece, la Khark e la corvetta Bayador salparono verso est alla volta dello stretto di Malacca, stazionando quindi a Tanjung Priok vicino Giacarta tra il 25 e il 28 febbraio per partecipare alle celebrazioni in onore dei 70 anni dall'apertura delle relazioni diplomatiche tra Iran e Indonesia; la missione aveva anche uno scopo addestrativo, con la Khark che imbarcò per l'occasione un centinaio di cadetti dell'accademia navale iraniana.

### Il naufragio
Alle 02:25 del 2 giugno 2021 fu reso noto a livello internazionale che la Khark era caduta vittima di un violento incendio, il quale causò infine il naufragio dell'unità alle 08:30 dello stesso giorno nelle vicinanze di Bandar-e Jask nel golfo di Oman; tutti i 400 militari imbarcati furono tratti in salvo, anche se 33 di loro riportarono ferite nell'incidente.
Fu riferito che, al momento del disastro, la nave era impegnata da diversi giorni in manovre di addestramento. La zona ove avvenne il naufragio della Khark costituiva un braccio di mare altamente sensibile e instabile: dalle vie d'acqua passanti per lo stretto di Hormuz e il golfo di Oman transita circa il 20% del traffico mondiale di petrolio, e nei mesi precedenti il naufragio si erano rincorse svariate accuse tanto di attacchi da parte degli israeliani contro le petroliere iraniane dirette a rifornire la Siria in violazione dell'embargo petrolifero impostole, quanto di attacchi di rappresaglia da parte degli iraniani contro le petroliere dirette in Israele. Il governo iraniano non fornì immediatamente alcuna spiegazione per il disastro, ma venne riferito che un incendio aveva preso vita nei locali macchine della nave approssimativamente alle 11:00 del 1º giugno precedente. Le riprese satellitari mostrano il relitto della Khark affondato in acque poco profonde, sdraiato sul lato di dritta, con il fondo dello scafo sopra l'acqua e con gran parte dello scafo, l'ala del ponte di sinistra, l'hangar dell'elicottero e il ponte di volo visibili dall'alto.